# Škoda Rapid

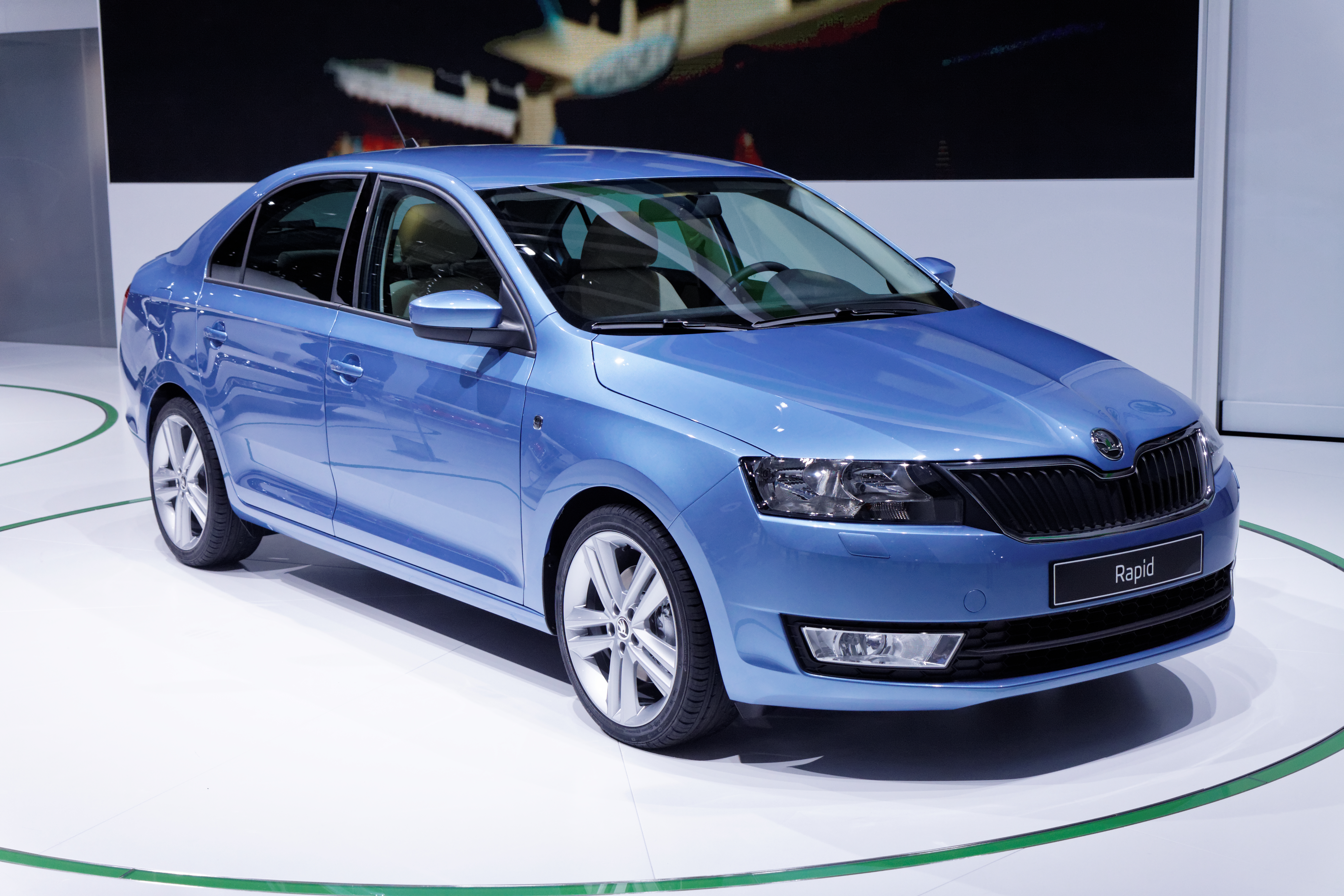
Škoda Rapid liftback

Škoda Rapid je liftback nižší střední třídy představený automobilkou Škoda Auto v roce 2012. Svými rozměry vyplňuje mezeru v nabídce automobilky mezi Fabií a Octavií. Od roku 2013 je v nabídce automobilky také varianta prodloužený hatchback s názvem Škoda Rapid Spaceback.
Oficiální premiéra proběhla v září 2012 na Pařížském autosalonu, v Česku se následně začala prodávat 20. října 2012. Téhož roku se začala prodávat i v Evropě, o rok později v Číně a na začátku roku 2014 se dostala i na ruský trh. V Mladé Boleslavi se vyráběla spolu s technicky shodnou čtvrtou generací Seatu Toledo. Podobně jako u Škody Roomster je podvozková platforma vozu sestavena z upravených komponent stávajících modelů koncernu Volkswagen. Přední náprava pochází z Volkswagenu Polo 6R (A05, vyráběného od roku 2009). Škoda Rapid není postavena na nové platformě MQB z důvodu úspory nákladů, může být tudíž nabízena za nižší cenu.
Škoda Rapid je dodávaná na čínský trh v karosářské verzi sedanu se stupňovitou zádí (na rozdíl od evropské varianty liftbacku). V Číně se prodávají technicky a vzhledově spřízněné automobily VW Santana a VW Jetta.
Nástupcem Rapidu je v Evropě Škoda Scala. Škoda Rapid se však i nadále bude prodávat na ruském a čínském trhu. Pro Indii bude také i nadále dostupná odlišná verze Škoda Rapid.

## Výbava
- Monte Carlo
- ambition
- elegance

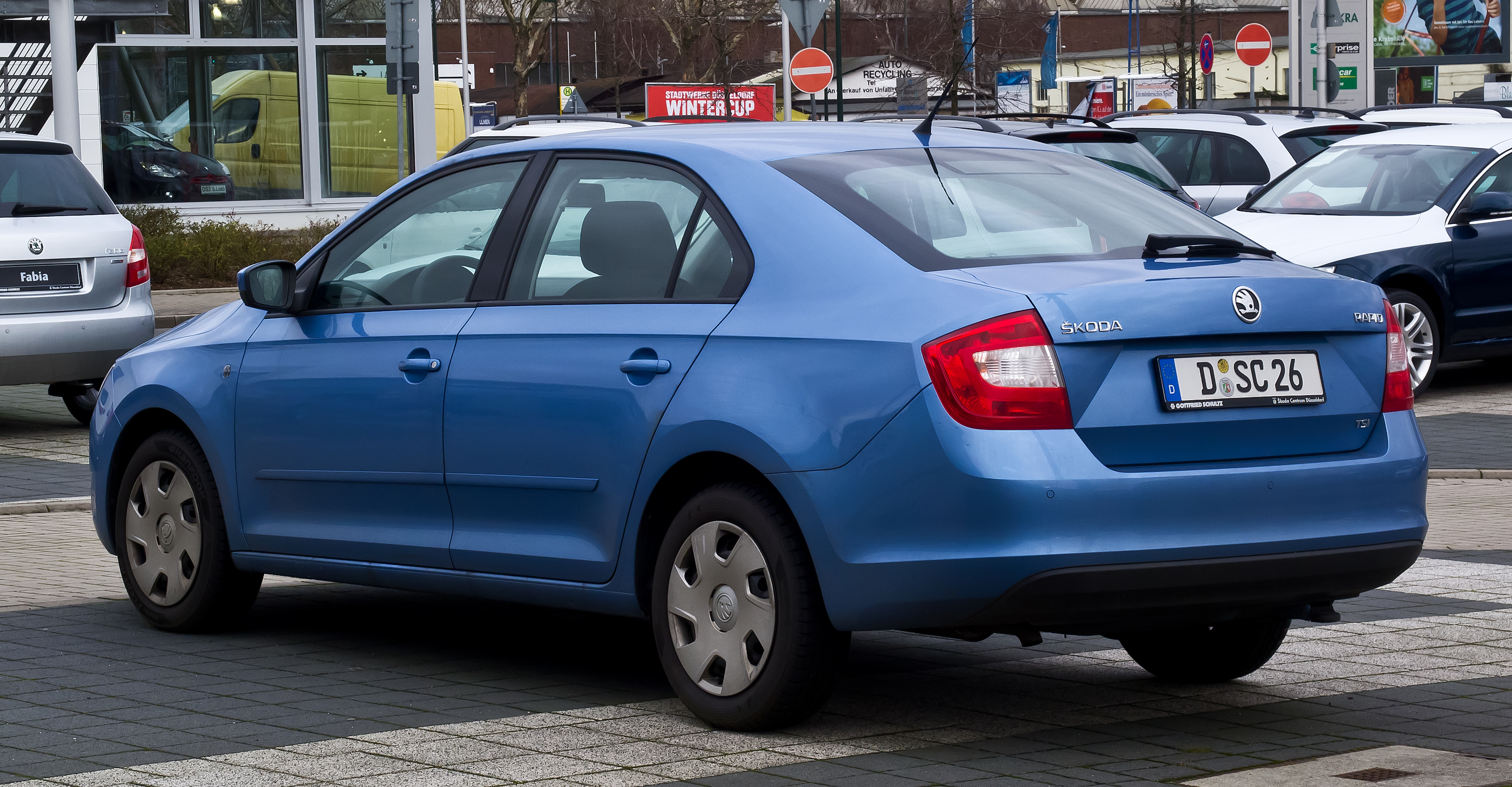
Zadní část Rapidu

Od konkurence ho mimo jiné odlišuje několik „simply clever“ (prostě chytrých) řešení podle sloganu značky. Škrabka na led je zakomponována v krytu hrdla palivové nádrže, oboustranný koberec v zavazadlovém prostoru, vyjímatelný koš na odpadky, držák na pití v bočnici sedadla a různé přihrádky, kapsy a háčky. Oproti technicky značně rozdílné indické verzi disponuje třeba velkým barevným dotykovým displejem s GPS nebo audio systémem se vstupem i na USB. Rapid s motorem 1,6 TDI CR/66 kW byl uveden v roce 2013 a s motorem 1,6 MPI/77 kW byl určen jen pro trhy mimo EU.
Díky poměrně dlouhému rozvoru a širšímu rozchodu zadních kol než předních má vůz jisté jízdní vlastnosti, které jsou na špičce segmentu.

## Design

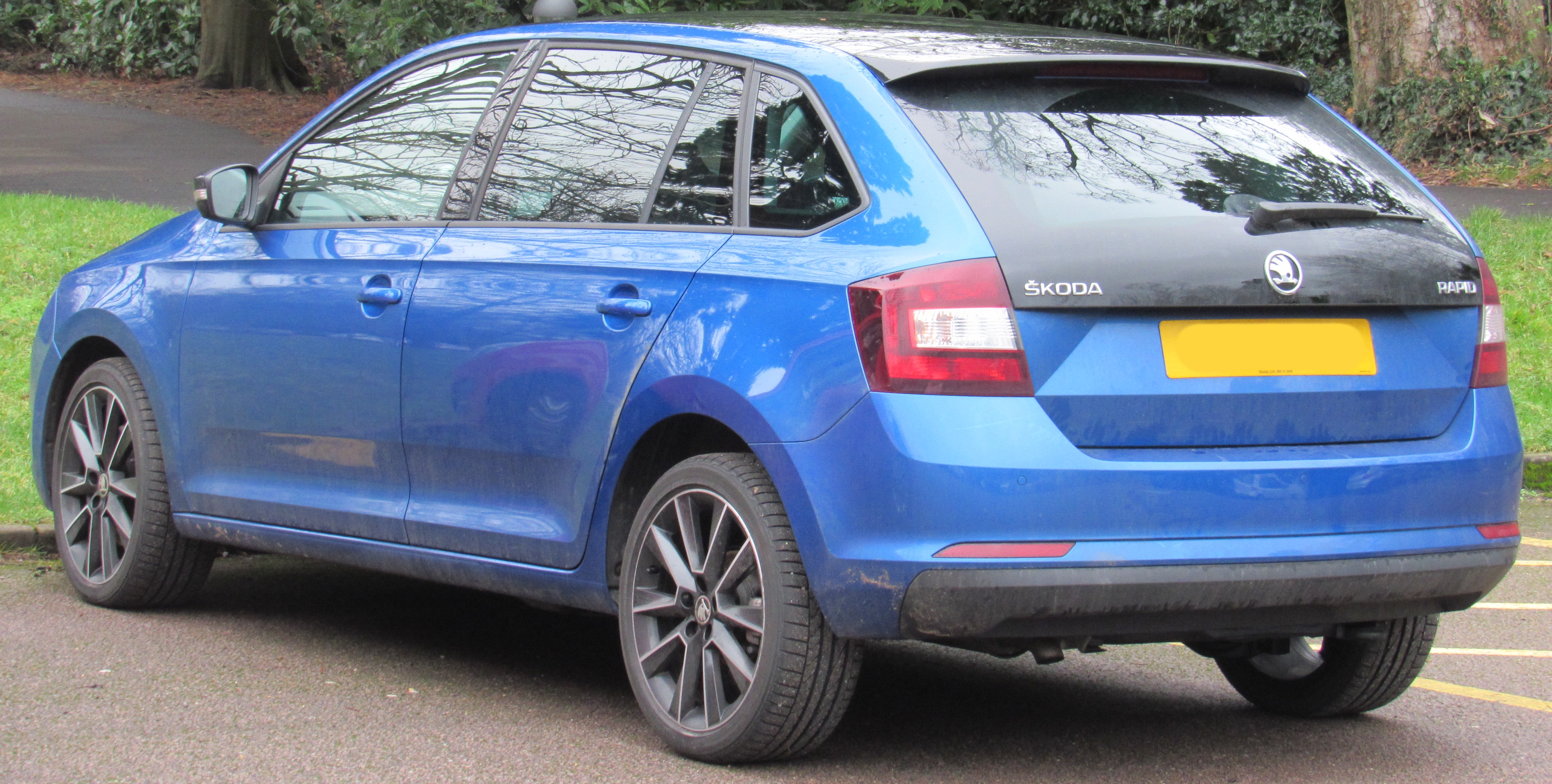
Škoda Rapid Spaceback

Design modelu navrhl Jozef Kabaň. Představení Rapidu předcházely prototypy Škoda Vision D a Škoda MissionL. Při návrhu byl kladen důraz na jednoduchost a zároveň atraktivitu designu.

## Motory

### Benzinové motory
| Označení | Objem    | Vál./ vent. | Výkon                       | Točivý moment                | Převodovka     | Komb. spotřeba | Max. rychlost | Zrychlení 0–100 km/h |
| -------- | -------- | ----------- | --------------------------- | ---------------------------- | -------------- | -------------- | ------------- | -------------------- |
| 1,0 TSI  | 999 cm³  | 3/12        | 70 kW při 5000–5500 ot./min | 160 Nm při 1500–3500 ot./min | 5° man/7° DSG  | 4,5 l/100 km   | 187 km/h      | 11 s                 |
| 1,0 TSI  | 999 cm³  | 3/12        | 81 kW při 5100–5600 ot./min | 200 Nm při 2000–3500 ot./min | 6° man./7° DSG | 4,6 l/100 km   | 200 km/h      | 9,8 s                |
| 1,2 MPI  | 1198 cm³ | 3/12        | 55 kW při 5400 ot./min      | 112 Nm při 3750 ot./min      | 5° man.        | 6,1 l/100 km   | 175 km/h      | 13,9 s               |
| 1,2 TSI  | 1197 cm³ | 4/8         | 63 kW při 4800 ot./min      | 160 Nm při 1500–3500 ot./min | 5° man.        | 5,1 l/100 km   | 183 km/h      | 11,8 s               |
| 1,2 TSI  | 1197 cm³ | 4/16        | 66 kW při 4400 ot./min      | 160 Nm při 1400–3500 ot./min | 5° man./7° DSG | 4,6 l/100 km   | 186 km/h      | 11,3 s               |
| 1,2 TSI  | 1197 cm³ | 4/8         | 77 kW při 5000 ot./min      | 175 Nm při 1550–4100 ot./min | 6° man./7° DSG | 5,4 l/100 km   | 195 km/h      | 10,3 s               |
| 1,2 TSI  | 1197 cm³ | 4/16        | 81 kW při 4600 ot./min      | 175 Nm při 1400–4000 ot./min | 6° man./7° DSG | 4,8 l/100 km   | 200 km/h      | 9,8 s                |
| 1,4 TSI  | 1390 cm³ | 4/16        | 92 kW při 5000 ot./min      | 200 Nm při 1500–4000 ot./min | 7° DSG         | 5,8 l/100 km   | 206 km/h      | 9,5 s                |

### Dieselové motory
| Označení | Objem    | Vál./ vent. | Výkon                         | Točivý moment                | Převodovka     | Komb. spotřeba | Max. rychlost | Zrychlení 0–100 km/h |
| -------- | -------- | ----------- | ----------------------------- | ---------------------------- | -------------- | -------------- | ------------- | -------------------- |
| 1,6 TDI  | 1598 cm³ | 4/16        | 66 kW při 4200 ot./min        | 230 Nm při 1500–2500 ot./min | 5° man./7° DSG | 4,2 l/100 km   | 186 km/h      | 12,0 s               |
| 1,6 TDI  | 1598 cm³ | 4/16        | 77 kW při 4400 ot./min        | 250 Nm při 1500–2500 ot./min | 5° man.        | 4,4 l/100 km   | 190 km/h      | 10,6 s               |
| 1,6 TDI  | 1598 cm³ | 4/16        | 85 kW při 3250 – 4000 ot./min | 250 Nm při 1500–3250 ot./min | 5° man.        | 4,1 l/100 km   | 201 km/h      | 10,0 s               |
| 1,4 TDI  | 1422 cm³ | 3/12        | 66 kW při 2750–3250 ot./min   | 230 Nm při 1500–2500 ot./min | 5° man./7° DSG | 4,1 l/100 km   | 185 km/h      | 11,8 s               |

## Indická verze
Verze pro indický trh se od tohoto modelu výrazně liší. Indický Rapid nevychází z konceptu MissionL, má jiný design. Jeho zvýšený podvozek je o něco měkčí a klidnější na horším terénu, ovšem je tím pádem také méně stabilní v zatáčkách (více přetáčivý). Další odlišnosti proti evropské verzi jsou ve výbavě, v nastavení geometrie náprav (včetně tlumičů, pružin či řízení) nebo jinak kalibrované spojce a řídící jednotce motoru.

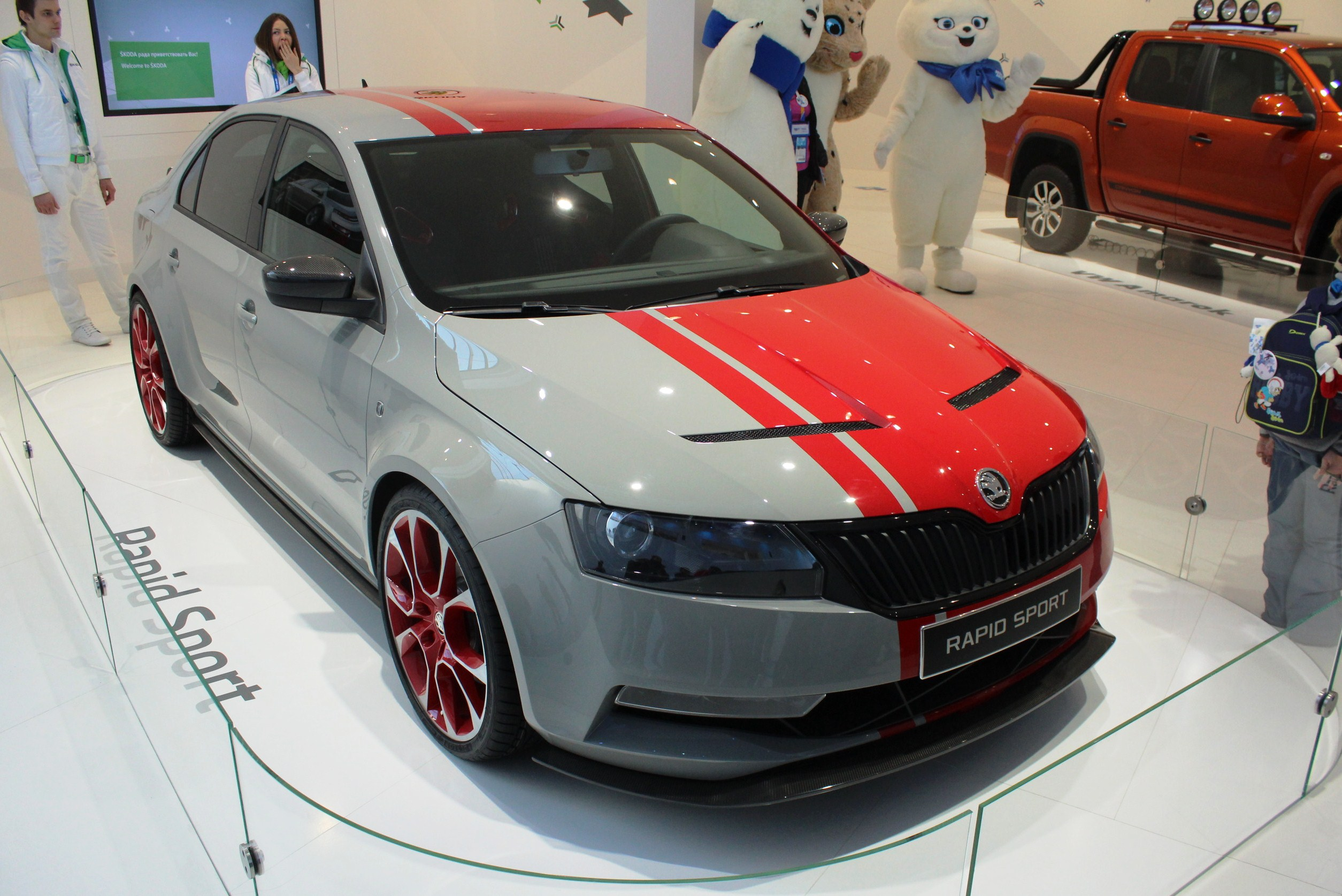
Škoda Rapid Sport

## Koncept Škoda Rapid Sport
Škoda Rapid Sport je koncept sportovní verze limuzíny Škoda Rapid, představený automobilkou Škoda Auto v květnu 2013 na koncernovém setkání GTI ve Wörthersee. Oproti svému vzoru má 19’’ kola, přepracovaný přední spojler, zadní nárazník se dvěma velkými koncovkami výfuku a barevně odlišená jsou i zadní světla. Vůz je nalakován barvami červená Corrida a šedá Steel. Přeplňovaný čtyřválec 1.4 TSI má výkon 90 kW. Spekulovalo se o výrobě Rapidu RS, zůstalo však pouze u jednoho vyrobeného prototypu Rapidu Sport ale přesto byla škoda rapid dostupná ve výbavě Monte-carlo.

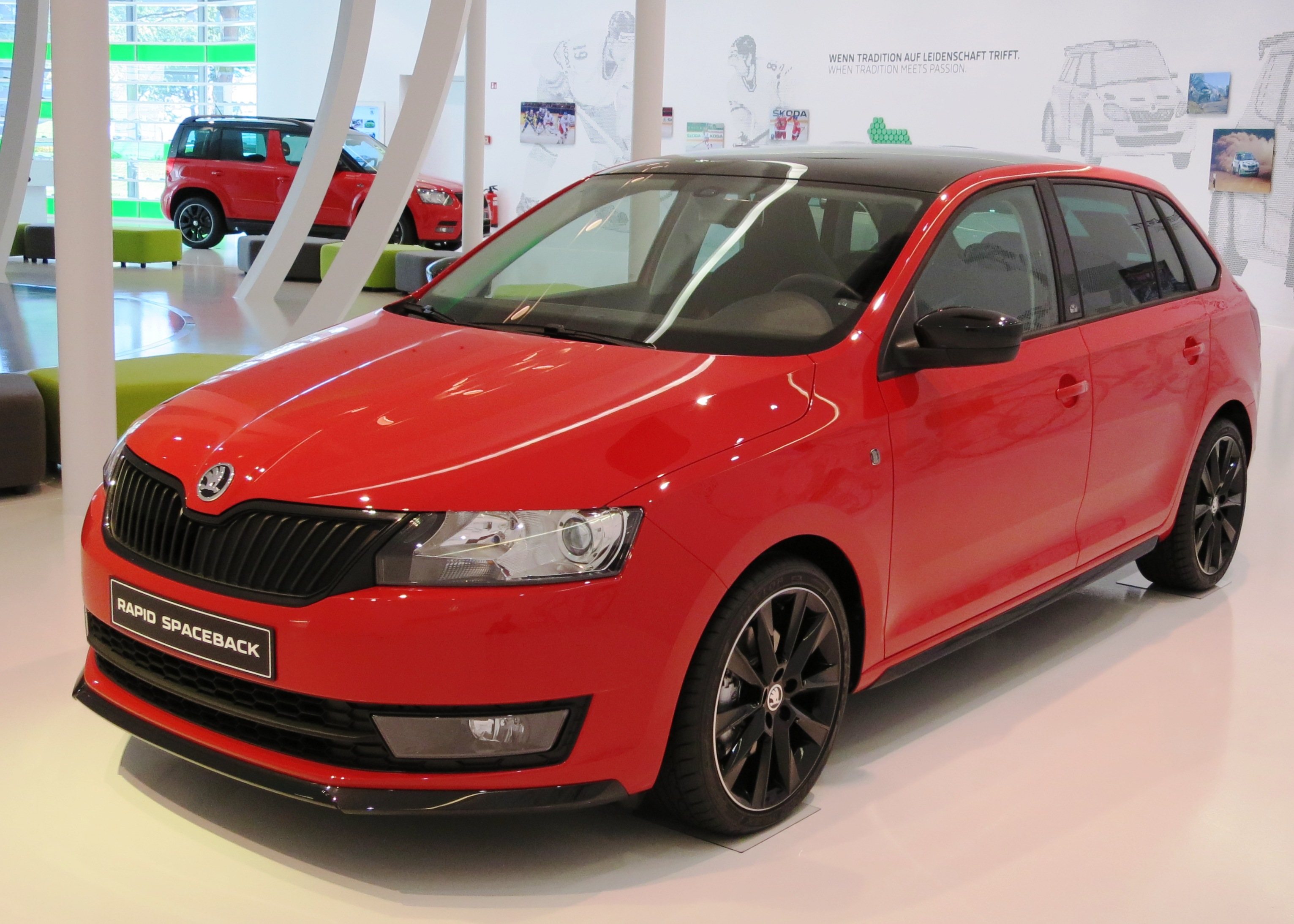

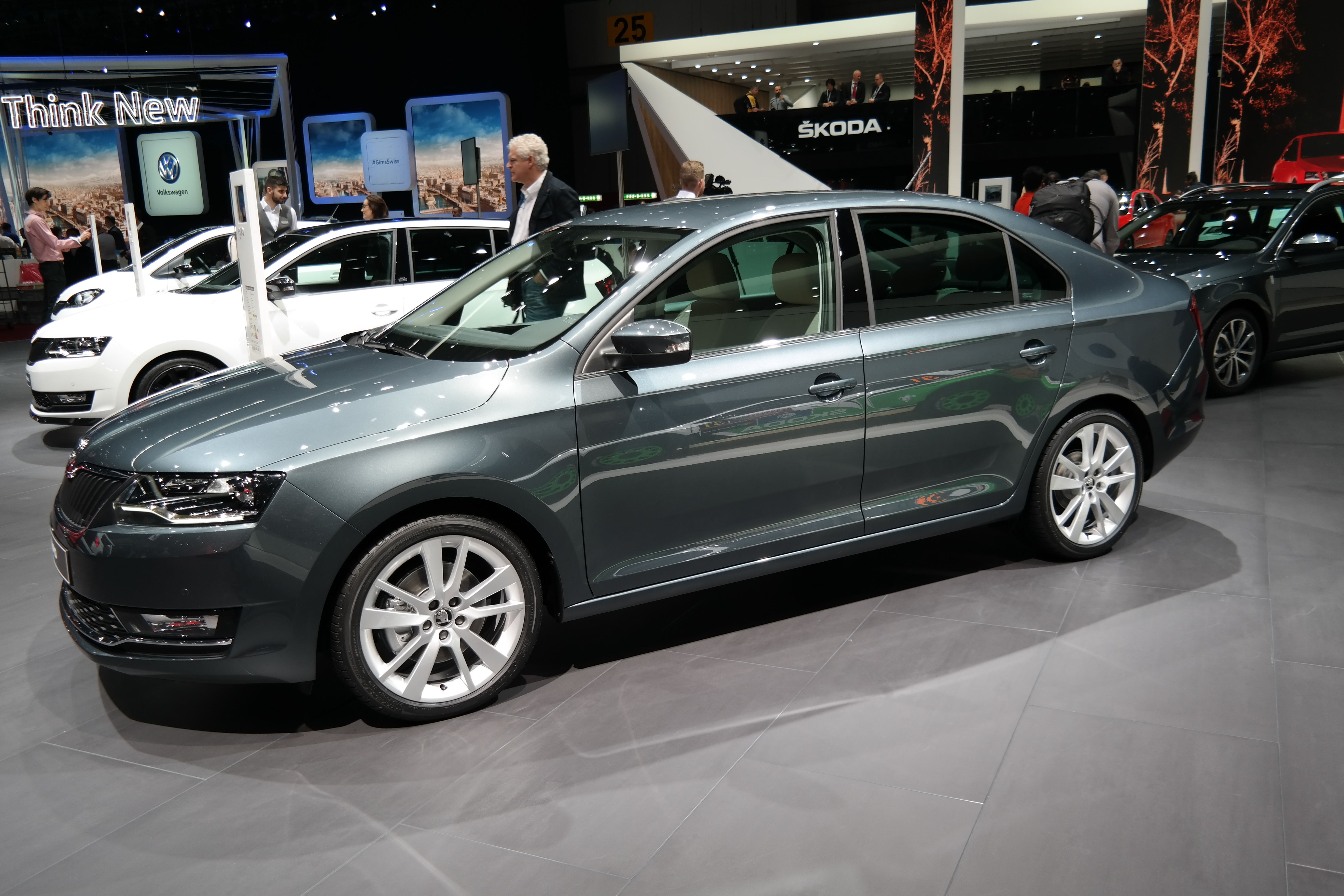
Škoda Rapid po faceliftu

## Facelift
V roce 2017 byl Rapid faceliftován. Dostal upravené přední světlomety a masku, do které lze objednat také low bi-xenonové světlomety s LED páskem. Přidány byly i asistenční systémy. V kabině byla mírně upravena palubní deska, zejména výstupy vzduchu. Nově je základní motor 1.2 MPI nahrazen motorem 1.0 TSI o výkonu 70 kW. Z nabídky zcela vypadl motor 1.2 TSI, který ustoupil již zmíněnému tříválci 1.0 TSI. V nabídce také přibylo šest nových typů kol.